# Slatina, Virovitiško-podravska županija
Slatina je mesto na Hrvaškem (hrv. Grad Slatina), ki upravno spada pod Virovitiško-podravsko županijo. Po zadnjem popisu ima upravno območje mesta  11.503 prebivalcev (2021, 1991 še skoraj 16.000) in je drugo največje mesto v tej županiji (samo naselje-mesto ima 8.722 prebivalcev; največ, 11.416 jih je bilo 1991).
Do leta 1992 je bilo ime mesta Podravska Slatina.

## Demografija
| Pregled števila prebivalcev po letih | Pregled števila prebivalcev po letih | Pregled števila prebivalcev po letih | Pregled števila prebivalcev po letih | Pregled števila prebivalcev po letih | Pregled števila prebivalcev po letih | Pregled števila prebivalcev po letih | Pregled števila prebivalcev po letih | Pregled števila prebivalcev po letih | Pregled števila prebivalcev po letih | Pregled števila prebivalcev po letih | Pregled števila prebivalcev po letih | Pregled števila prebivalcev po letih | Pregled števila prebivalcev po letih | Pregled števila prebivalcev po letih |       |      |
| ------------------------------------ | ------------------------------------ | ------------------------------------ | ------------------------------------ | ------------------------------------ | ------------------------------------ | ------------------------------------ | ------------------------------------ | ------------------------------------ | ------------------------------------ | ------------------------------------ | ------------------------------------ | ------------------------------------ | ------------------------------------ | ------------------------------------ | ----- | ---- |
| 1857                                 | 1869                                 | 1880                                 | 1890                                 | 1900                                 | 1910                                 | 1921                                 | 1931                                 | 1948                                 | 1953                                 | 1961                                 | 1971                                 | 1981                                 | 1991                                 | 2001                                 | 2011  | 2021 |
| 1451                                 | 2070                                 | 2236                                 | 2828                                 | 3180                                 | 3785                                 | 3861                                 | 5100                                 | 5006                                 | 5735                                 | 6318                                 | 8066                                 | 9923                                 | 11416                                | 10920                                | 10152 | 8722 |